# Относно Хенри
„Относно Хенри“ (на английски: Regarding Henry) е американска драма от 1991 г. на режисьора Майк Никълс, по сценарий на Джефри Ейбрамс, с участието на Харисън Форд, Анет Бенинг, Мики Алън, Бил Нън, Ребека Милър, Брус Олтмън и Елизабет Уилсън. Премиерата на филма е на 12 юли 1991 г. от „Парамаунт Пикчърс“.